# Стражи Галактики. Часть 3 (саундтрек)
Стра́жи Гала́ктики. Часть 3: Улётный микс, часть 3 (оригинальный саундтрек) — альбом саундтреков к фильму Marvel Studios «Стражи Галактики. Часть 3». Альбом был выпущен лейблом Hollywood Records 3 мая 2023 года и включает в себя песни из Zune Питера Квилла. В тот же день Hollywood Records выпустил отдельный альбом с оригинальной музыкой к фильму, написанной Джоном Мерфи, — Стражи Галактики. Часть 3 (оригинальный саундтрек).

## Создание
В октябре 2021 года Джеймс Ганн подтвердил, что Тайлер Бэйтс, композитор фильмов «Стражи Галактики» (2014) и «Стражи Галактики. Часть 2» (2017), не вернётся для написания музыки к фильму и будет заменён Джоном Мерфи, написавшим ранее саундтрек к фильму «Отряд самоубийц: Миссия навылет» (2021) и телефильму «Стражи Галактики: Праздничный спецвыпуск» (2022), оба из которых также были сняты Ганном. Несмотря на смену композитора, при создании саундтрека Мерфи ссылался на некоторые темы Бэйтса из предыдущих фильмов. Пока Ганн снимал фильм, Мерфи сообщил, что он уже написал несколько треков для альбома, которые будут звучать на съёмочной площадке.
В апреле 2017 года Ганн отмечал, что композиции к третьей части будут немного отличаться от тех, которые использовались в прошлых частях франшизы. В следующем месяце он добавил, что «паникует» по поводу музыки и что ему нужно как можно скорее сделать выбор из более широкого диапазона для сюжета. В начале июля Ганн подобрал 181 возможную песню, но, по его словам, список мог бы расшириться. Через месяц все песни были отобраны; песни не являются современными и звучат из Zune Квилла, который тот получил в конце «Части 2», хотя Ганн и отмечал, что в отличие от первых двух фильмов саундтрек не ограничится композициями только из 1970-х годов, и по итогу он охватывает несколько десятилетий. Ганн не смог использовать одну из желанных им песен в «Части 3» из-за судебных тяжб вокруг авторских прав на неё. Позднее он сообщил, что речь шла о «Russian Roulette» группы The Lords of the New Church. Фильм открывает акустическая версия песни «Creep» группы Radiohead, которая «с самого начала задаёт совсем иной тон, нежели в предыдущих фильмах». Ганн заявлял, что также рассматривал возможность включения в начало фильма песни «Wish You Were Here» группы Pink Floyd.

## Стражи Галактики. Часть 3: Улётный микс, часть 3 (оригинальный саундтрек)

### Список композиций
| №                   | Название                                 | Автор(ы)                                             | Исполнитель(и)           | Длительность |
| ------------------- | ---------------------------------------- | ---------------------------------------------------- | ------------------------ | ------------ |
| 1.                  | «Creep» (акустическая версия)            | Том Йорк                                             | Radiohead                | 4:19         |
| 2.                  | «Crazy on You»                           | Энн Уилсон, Нэнси Уилсон                             | Heart                    | 4:53         |
| 3.                  | «Since You Been Gone»                    | Расс Бэллард                                         | Rainbow                  | 3:17         |
| 4.                  | «In the Meantime»                        | Ройстон Лэнгдон                                      | Spacehog                 | 5:00         |
| 5.                  | «Reasons»                                | Филип Бэйли, Чарльз Степни, Морис Уайт               | Earth, Wind & Fire       | 4:59         |
| 6.                  | «Do You Realize??»                       | Уэйн Койн, Стивен Дрозд, Майкл Айвинс, Дэйв Фридманн | The Flaming Lips         | 3:33         |
| 7.                  | «We Care a Lot»                          | Чарльз Мозли, Родни Кристофер Боттум                 | Faith No More            | 4:04         |
| 8.                  | «Koinu no Carnival» (из «Вальс-минутки») |                                                      | EHAMIC                   | 3:10         |
| 9.                  | «I’m Always Chasing Rainbows»            | Джозеф Маккарти                                      | Элис Купер               | 2:08         |
| 10.                 | «San Francisco»                          |                                                      | The Mowgli’s             | 2:53         |
| 11.                 | «Poor Girl»                              |                                                      | X                        | 2:54         |
| 12.                 | «This Is the Day»                        | Мэтт Джонсон                                         | The The                  | 4:57         |
| 13.                 | «No Sleep till Brooklyn»                 | Рик Рубин, Майкл Даймонд, Адам Хоровиц, Адам Яух     | Beastie Boys             | 4:07         |
| 14.                 | «Dog Days Are Over»                      | Флоренс Уэлч, Изабелла Саммерс                       | Florence and the Machine | 4:12         |
| 15.                 | «Badlands»                               | Брюс Спрингстин                                      | Брюс Спрингстин          | 4:02         |
| 16.                 | «I Will Dare»                            | Пол Уэстерберг                                       | The Replacements         | 3:17         |
| 17.                 | «Come and Get Your Love» (новая запись)  | Лалли Вегас                                          | Redbone                  | 3:28         |
| Общая длительность: | Общая длительность:                      | Общая длительность:                                  | Общая длительность:      | 65:13        |

В фильме звучат все песни, включённые в саундтрек. Ганн также хотел использовать в «Части 3» песню «Russian Roulette» группы The Lords of the New Church, но даже не стал просить права на неё из-за судебных тяжб вокруг авторского права относительно композиции.

### Чарты
| Чарт (2023)                           | Высшая позиция |
| ------------------------------------- | -------------- |
| Australian Albums (ARIA)              | 9              |
| Австрия (Ö3 Austria)                  | 9              |
| Бельгия/Фландрия (Ultratop)           | 51             |
| Бельгия/Валлония (Ultratop)           | 17             |
| Франция (SNEP)                        | 5              |
| Германия (Offizielle Top 100)         | 9              |
| Япония (Oricon)                       | 22             |
| Japanese Digital Albums (Oricon)      | 3              |
| Japanese Hot Albums (Billboard Japan) | 10             |
| Польша (ZPAV)                         | 46             |
| United Kingdom Compilation Chart      | 1              |
| US Billboard 200                      | 15             |

## Стражи Галактики. Часть 3 (оригинальный саундтрек)

### Список композиций
Вся музыка написана Джоном Мерфи.
| №                   | Название                            | Длительность |
| ------------------- | ----------------------------------- | ------------ |
| 1.                  | «Kits»                              | 1:36         |
| 2.                  | «Warlock vs. Guardians»             | 3:47         |
| 3.                  | «That Hurts»                        | 1:36         |
| 4.                  | «Batch 89»                          | 1:47         |
| 5.                  | «Orgoscope»                         | 1:43         |
| 6.                  | «Mo Ergaste Forn»                   | 2:31         |
| 7.                  | «Orgoscope Elevator»                | 1:26         |
| 8.                  | «Naming»                            | 2:25         |
| 9.                  | «Dido's Lament»                     | 3:57         |
| 10.                 | «Hooray Time Forever!»              | 2:22         |
| 11.                 | «It Really Is Good to Have Friends» | 2:27         |
| 12.                 | «Exploding Planet»                  | 1:23         |
| 13.                 | «Face Off»                          | 2:39         |
| 14.                 | «Into the Light»                    | 4:30         |
| 15.                 | «Guardians vs. Hell Spawn»          | 3:38         |
| 16.                 | «Mantis and the Abelisk [sic]»      | 1:11         |
| 17.                 | «Use Your Heart Boy»                | 0:54         |
| 18.                 | «The High Evolutionary»             | 2:56         |
| 19.                 | «Domo! Domo!»                       | 3:48         |
| 20.                 | «Who We Are»                        | 2:21         |
| 21.                 | «Stampede»                          | 1:54         |
| 22.                 | «Did That Look Cool?»               | 2:44         |
| 23.                 | «On the Spaceport»                  | 1:47         |
| 24.                 | «I Love You Guys»                   | 2:15         |
| 25.                 | «Mo Ergaste Forn (Full Version)»    | 3:23         |
| 26.                 | «All Life Has Meaning»              | 2:02         |
| Общая длительность: | Общая длительность:                 | 63:02        |

### Чарты
| Чарт (2023)                         | Высшая позиция |
| ----------------------------------- | -------------- |
| UK Official Soundtracks Album Chart | 33             |